# 內布拉斯加州學院和大學列表
以下是內布拉斯加州目前运营的公立和私立高等教育机构列表。
內布拉斯加州高等教育協調委員會（Nebraska Coordinating Commission for Postsecondary Education）
內布拉斯加大學（University of Nebraska System），州立大學
- 內布拉斯加大学林肯分校
- 內布拉斯加大學卡尼爾分校
- 內布拉斯加大學歐馬哈市分校（University of Nebraska at Omaha）
- 內布拉斯加大學醫學中心分校（University of Nebraska Medical Center），在歐馬哈市
- 內布拉斯加科技農業學院分校（Nebraska College of Technical Agriculture），在科特思市（Curtis），二年制
- Peter Kiewit Institute（英语：Peter Kiewit Institute）

內布拉斯加州立學院系統（Nebraska State College System），四年制，有限的碩士課程
- 州立學院總管中心（State College Board of Trustees）
- 雪準州立學院（Chadron State College）
- 沛鹿州立學院（Peru State College）
- 威恩州立學院（Wayne State College）

內布拉斯加區域社區學院（Nebraska Community College），二年制，州輔公立
- 內州社區學院聯誼會（Nebraska Community College Association （页面存档备份，存于））
- 中部社區學院 ( Central Community College Area )
- 都會社區學院 ( Metropolitan Community College Area )
- 中坪社區學院 ( Mid-Plains Community College )
- 東北社區學院 ( Northeast Community College Area )
- 東南社區學院 ( Southeast Community College Area )
- 西內州社區學院 ( Western Nebraska Community College Area )

內布拉斯加其它學院
- 克拉克森的主教護士學院（Clarkson College）
- 聖瑪莉學院（College of St. Mary）
- 克瑞頓大學
- 貝勒由學院（Bellevue University）
- 肯寇爾迪亞教師學院
- Dana College
- Doane College
- 哈斯汀學院（Hastings College）
- 米蘭德·路瑟蘭學院（Midland Lutheran College）
- 內布拉斯加衛理公會大學（Nebraska Wesleyan University）
- 聯合復臨大學 (Union Adventist University)